# 史记集解
《史记集解》是南朝宋人裴骃採九经诸史并《汉书音义》及众书之目，而注解《史记》，共80卷。

## 历史
最早徐廣有《史记音义》，是《集解》的基础，故該書多“徐廣曰”。《史记集解》保留了大量书目及相关内容，是现存最早的旧注本，《史记集解》與另外兩書《史記索隱》和《史記正義》，合称“《史记》三家注”。

## 提要
四庫全書總目提要卷045：
宋裴駰撰。駰字龍駒，河東聞喜人，官至南中郞參軍，其事蹟附見於宋書·裴松之傳。駰以徐廣史記音義粗有發明，殊恨省略，乃採九經諸史，並漢書音義，及衆書之目，別撰此書。其所引證，多先儒舊説，張守節正義嘗備述所引書目次。然如國語多引虞翻注，孟子多引劉熙注，韓詩多引薛君注，而守節未著於目。知當日援據浩博，守節不能徧數也。原本八十卷，隋、唐志著録並同。此本爲毛氏汲古閣所刊，析爲一百三十卷，原第遂不可考。然註文猶仍舊本。自明代監本以索隱、正義附入其後，又妄加删削，訛舛遂多。如五帝本紀「昔高陽氏有才子八人」句下，「高辛氏有才子八人」句下，俱脫「名見左傳」四字；秦始皇本紀「輕車重馬東就食」句，下脫「徐廣曰：一無此『重』字」八字；項羽本紀「其九月會稽守」句，下脫「徐廣曰：『爾時未言太守』」九字；武帝紀「祠上帝明堂」句，下脫「徐廣曰：『常五年一修耳，今適二年，故但祀明堂』」十八字，「然其效可覩矣」句，下脫「又數本皆無『可』字」七字；河渠書「岸善崩」句，下脫「如淳曰：『河水岸』」六字；司馬相如傳「徬徨乎海外」句下此引「郭璞云：『靑邱山名，上有田，亦有國，出九尾狐，在海外』；太史公自序「易大傳」句下此引「張晏曰：『謂易·辭。』」監本均誤作正義。至於字句異同，前後互見。如夏本紀「九江入賜大龜」句下「孔安國曰：『出於九江水中。』」監本作「山中」；孝文本紀「昌至渭橋」句下引「蘇林曰：『在長安北三里。』」監本多「渭橋」二字；「祁侯賀爲將軍」句下引「徐廣曰：『姓繒。』」監本多一「賀」字；「當有玉英見」句下引「瑞應圖云：『玉英五帝並修則見。』」監本作「五常」 • ；「屬國悍爲將屯將軍」句下引「徐廣曰：『姓徐。』」監本多一「悍」字；孝景本紀「封故御史大夫周苛孫平爲繩侯」句下引「徐廣曰：『一作應。』」監本多一「平」字；武帝紀「自太主」句下引「徐廣曰：『武帝姑也。』」監本多「太主」二字；龜策列傳「蝟辱於鵲」句下引「郭璞曰：『蝟憎其意心惡之也。』」監本作「而心惡之」。凡此之類，當由古注簡質，後人以意爲增益，已失其舊，至坊本流傳，脫誤尤甚。如夏本紀「澧水所同」句下引「孔安國曰：『澧水所同，同於渭也。』」坊本闕一「同」字。項羽本紀「乃封項伯爲射陽侯」句，下脫「徐廣曰：『項伯名纏，字伯』」九字，是又出監本下矣。惟貨殖傳「糵麴鹽豉千瓵」句下，監本引孫叔敖云「瓵，瓦器，受斗六升合爲瓵。音『貽』。」當是孫叔敖之訛。此本亦復相同，是校讎亦不免有疎，然終勝明人監本也。